# Elite Hockey Ligaen
Elite Hockey Ligaen, stiliserat som EliteHockey Ligaen; tidigare UPC-ligaen, Get-ligaen och Fjordkraftligaen, är Norges högsta serie i ishockey för herrar. Startade säsongen 2004/2005 och ersatte då den tidigare "Eliteserien i ishockey", som säsongen 1990/1991 i sin tur ersatte "1. divisjon i ishockey". När huvudsponsorn, kabeltv-operatören UPC, år 2006 bytte namn till "GET" bytte även ligan namn.
Serien består normalt sett av tio lag. Inför säsongen 2009/2010 förlorade emellertid IK Comet Halden sin plats på grund av ekonomiska svårigheter, varför endast nio lag gjorde upp om titeln norska mästare i ishockey det året.

## Klubbar
| Lag                | Stad        | Arena            | Kapacitet |
| ------------------ | ----------- | ---------------- | --------- |
| Frisk Asker        | Asker       | Varner Arena     | 3 650     |
| Lillehammer IK     | Lillehammer | Eidsiva Arena    | 3 194     |
| Lørenskog IK       | Lørenskog   | Lørenskog Ishall | 1 350     |
| Narvik IK          | Narvik      | Nordkraft Arena  | 1 400     |
| Nidaros Ishockey   | Trondheim   | Leangen Ishall   | 3 000     |
| Sparta Warriors    | Sarpsborg   | Sparta Amfi      | 4 060     |
| Stavanger Oilers   | Stavanger   | DNB Arena        | 4 377     |
| Stjernen Hockey    | Fredrikstad | Stjernehallen    | 2 473     |
| Storhamar Ishockey | Hamar       | CC Amfi          | 7 500     |
| Vålerenga Ishockey | Oslo        | Jordal Amfi      | 5 300     |

## Norska mästare i ishockey
- 1935: Trygg
- 1936: Grane
- 1937: Grane
- 1938: Trygg
- 1939: Grane
- 1940: Grane
- 1941-1945: Ingen mästare utsedd
- 1946: Forward Oslo
- 1947: Stabaek
- 1948: Strong
- 1949: Furuset IF
- 1950: Gamlebyen
- 1951: Furuset IF
- 1952: Furuset IF
- 1953: Gamlebyen
- 1954: Furuset IF
- 1955: Gamlebyen
- 1956: Gamlebyen
- 1957: Gamlebyen
- 1958: Gamlebyen
- 1959: Gamlebyen
- 1960: Vålerenga Ishockey
- 1961: Tigrene
- 1962: Vålerenga Ishockey
- 1963: Vålerenga Ishockey
- 1964: Gamlebyen
- 1965: Vålerenga Ishockey
- 1966: Vålerenga Ishockey
- 1967: Vålerenga Ishockey
- 1968: Vålerenga Ishockey
- 1969: Vålerenga Ishockey
- 1970: Vålerenga Ishockey
- 1971: Vålerenga Ishockey
- 1972: Hasle/Løren
- 1973: Vålerenga Ishockey
- 1974: Hasle/Løren
- 1975: Frisk Asker
- 1976: Hasle/Løren
- 1977: Manglerud Star
- 1978: Manglerud Star
- 1979: Frisk Asker
- 1980: Furuset IF
- 1981: Stjernen Hockey
- 1982: Vålerenga Ishockey
- 1983: Furuset IF
- 1984: Sparta Warriors
- 1985: Vålerenga Ishockey
- 1986: Stjernen Hockey
- 1987: Vålerenga Ishockey
- 1988: Vålerenga Ishockey
- 1989: Sparta Warriors
- 1990: Furuset IF
- 1991: Vålerenga Ishockey
- 1992: Vålerenga Ishockey
- 1993: Vålerenga Ishockey
- 1994: Lillehammer IK
- 1995: Storhamar Dragons
- 1996: Storhamar Dragons
- 1997: Storhamar Dragons
- 1998: Vålerenga Ishockey
- 1999: Vålerenga Ishockey
- 2000: Storhamar Dragons
- 2001: Vålerenga Ishockey
- 2002: Frisk Asker
- 2003: Vålerenga Ishockey
- 2004: Storhamar Dragons
- 2005: Vålerenga Ishockey
- 2006: Vålerenga Ishockey
- 2007: Vålerenga Ishockey
- 2008: Storhamar Dragons
- 2009: Vålerenga Ishockey
- 2010: Stavanger Oilers
- 2011: Sparta Warriors
- 2012: Stavanger Oilers
- 2013: Stavanger Oilers
- 2014: Stavanger Oilers
- 2015: Stavanger Oilers
- 2016: Stavanger Oilers
- 2017: Stavanger Oilers
- 2018: Storhamar
- 2019: Frisk Asker
- 2020: inget slutspel
- 2021: inget slutspel
- 2022: Stavanger Oilers
- 2023: Stavanger Oilers
- 2024: Storhamar Ishockey
- 2025: Storhamar Ishockey